# Otiothops lajeado
Otiothops lajeado is een spinnensoort uit de familie Palpimanidae. De soort komt voor in Brazilië.